# Gamleby folkhögskola
Gamleby folkhögskola är en folkhögskola i Gamleby. Folkhögskolans huvudman är Region Kalmar län. År 2011 hade skolan 42 lärare och 290 elever.
Gamleby folkhögskola grundades 1876. Dess kärnverksamhet är dess allmänna linje, där vuxna har möjlighet att skaffa sig gymnasiekompetens. Under Hans Åhlunds tid som rektor, 1994–2011, tillkom profillinjer för folkhögskolan, bland annat läs- och skrivlinje och utbildning i foto (Gamleby fotoskola), som dock funnits sedan 1961.
Vid skolan finns även yrkesutbildningarna fritidsledarutbildning (sedan 1974), Lärarassistentutbildning (sedan 2018), Undersköterskeutbildning (sedan 2020), Socialpedagogutbildning (sedan 2022) samt yrkeshögskoleutbildning i TV-produktion.